# La Lecture (Manet)
Pour les articles homonymes, voir La Lecture.
La Lecture est un tableau réalisé par le peintre Édouard Manet vers 1865. La toile représente la famille de l'artiste : Suzanne Manet, née Leenhoff, est assise sur le canapé et, tout en tournant le dos à son fils Léon Leenhoff, écoute avec attention la lecture qu'il est en train de faire à voix haute.
La Lecture fait partie des portraits les plus célèbres de Mme Manet, tout comme Madame Manet au piano.